# Dichochrysa
Dichochrysa är ett släkte av insekter som beskrevs av Yang 1991. Dichochrysa ingår i familjen guldögonsländor.

## Bildgalleri

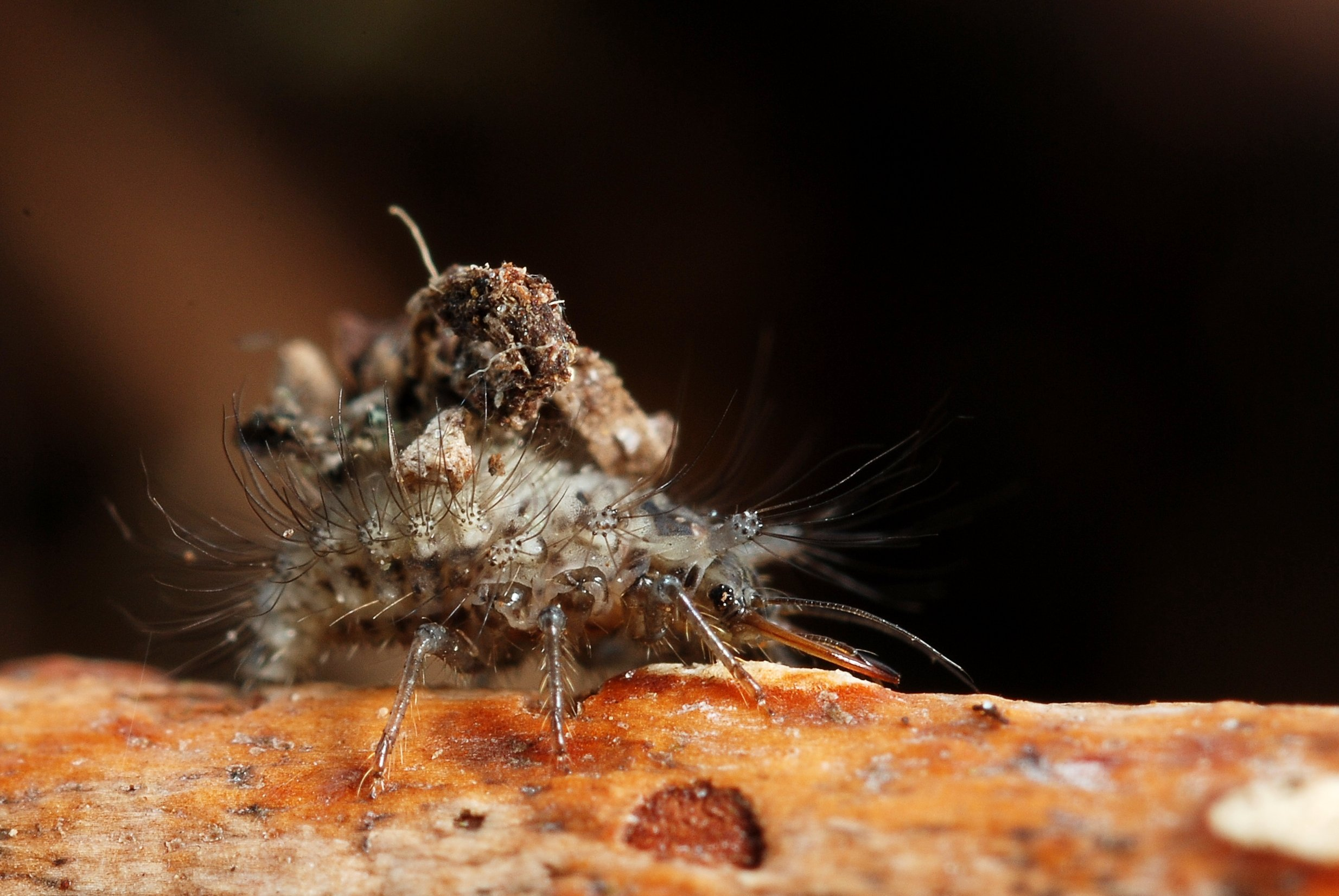
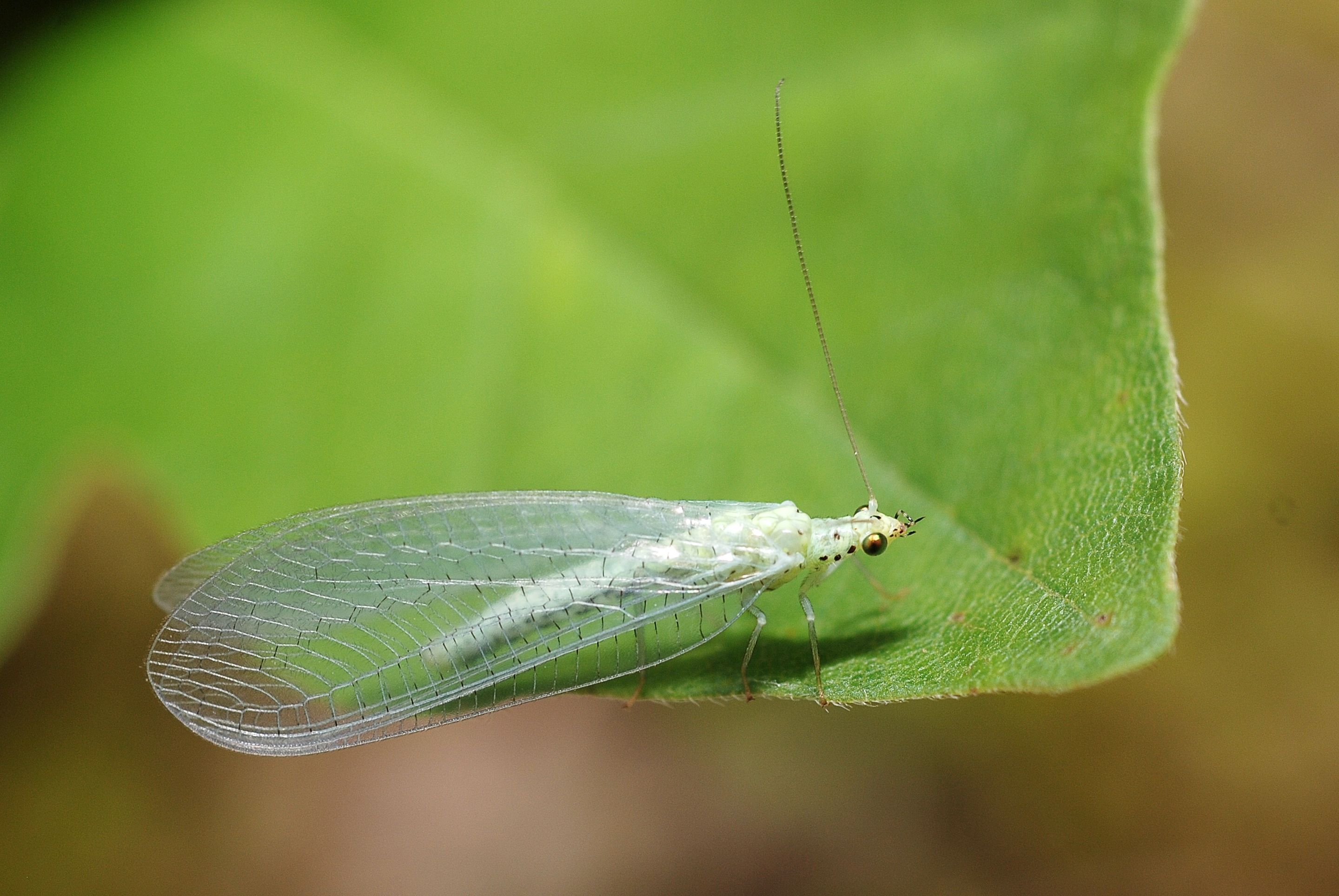

## Dottertaxa tillDichochrysa, i alfabetisk ordning[1][2]
- Dichochrysa abdominalis
- Dichochrysa aegyptiaca
- Dichochrysa alarconi
- Dichochrysa albofrontata
- Dichochrysa alcestes
- Dichochrysa alliumolens
- Dichochrysa allochroma
- Dichochrysa alviolata
- Dichochrysa amseli
- Dichochrysa ancistroidea
- Dichochrysa arabica
- Dichochrysa ariadne
- Dichochrysa aromatica
- Dichochrysa astur
- Dichochrysa atrosparsa
- Dichochrysa barkamana
- Dichochrysa basuto
- Dichochrysa benedictae
- Dichochrysa bibens
- Dichochrysa birungana
- Dichochrysa brachychela
- Dichochrysa budongensis
- Dichochrysa caffer
- Dichochrysa chaoi
- Dichochrysa chlorella
- Dichochrysa chloris
- Dichochrysa choui
- Dichochrysa clathrata
- Dichochrysa cognatella
- Dichochrysa collartina
- Dichochrysa congolana
- Dichochrysa cordata
- Dichochrysa cyprina
- Dichochrysa decaryna
- Dichochrysa decolor
- Dichochrysa deqenana
- Dichochrysa derbendica
- Dichochrysa deserta
- Dichochrysa diaphana
- Dichochrysa duplicata
- Dichochrysa epunctata
- Dichochrysa estriata
- Dichochrysa eumorpha
- Dichochrysa fanjingana
- Dichochrysa flammefrontata
- Dichochrysa flavifrons
- Dichochrysa flexuosa
- Dichochrysa forcipata
- Dichochrysa formosana
- Dichochrysa fortunata
- Dichochrysa fuscineura
- Dichochrysa genei
- Dichochrysa gradata
- Dichochrysa granadensis
- Dichochrysa gravesi
- Dichochrysa gunvorae
- Dichochrysa hadimensis
- Dichochrysa hainana
- Dichochrysa hamata
- Dichochrysa handschini
- Dichochrysa healdi
- Dichochrysa hesperus
- Dichochrysa heudei
- Dichochrysa hospitalis
- Dichochrysa huashanensis
- Dichochrysa hubeiana
- Dichochrysa iberica
- Dichochrysa ifranina
- Dichochrysa ignea
- Dichochrysa illota
- Dichochrysa incongrua
- Dichochrysa incrassata
- Dichochrysa ingae
- Dichochrysa iniqua
- Dichochrysa inopinata
- Dichochrysa inornata
- Dichochrysa irrorella
- Dichochrysa joannisi
- Dichochrysa karooensis
- Dichochrysa kiangsuensis
- Dichochrysa kibonotoensis
- Dichochrysa lii
- Dichochrysa longwangshana
- Dichochrysa lophophora
- Dichochrysa luaboensis
- Dichochrysa luctuosa
- Dichochrysa macleodi
- Dichochrysa maghrebina
- Dichochrysa makrana
- Dichochrysa marchionissa
- Dichochrysa mauriciana
- Dichochrysa mediata
- Dichochrysa medogana
- Dichochrysa melanopis
- Dichochrysa militaris
- Dichochrysa mira
- Dichochrysa myassalandica
- Dichochrysa namibensis
- Dichochrysa nicolaina
- Dichochrysa nigra
- Dichochrysa nigricornuta
- Dichochrysa oralis
- Dichochrysa parabola
- Dichochrysa perfecta
- Dichochrysa perpallida
- Dichochrysa pervenosa
- Dichochrysa phantosula
- Dichochrysa phlebia
- Dichochrysa picteti
- Dichochrysa pieli
- Dichochrysa prasina
- Dichochrysa pulchrina
- Dichochrysa punctilabris
- Dichochrysa qingchengshana
- Dichochrysa qinlingensis
- Dichochrysa raedarii
- Dichochrysa rothschildi
- Dichochrysa rubicunda
- Dichochrysa rubra
- Dichochrysa sana
- Dichochrysa sansibarica
- Dichochrysa selenia
- Dichochrysa sensitiva
- Dichochrysa setosa
- Dichochrysa sierra
- Dichochrysa sjostedti
- Dichochrysa spadix
- Dichochrysa spissinervis
- Dichochrysa subcostalis
- Dichochrysa subcubitalis
- Dichochrysa subflavifrons
- Dichochrysa sybaritica
- Dichochrysa tacta
- Dichochrysa teiresias
- Dichochrysa triangularis
- Dichochrysa tridentata
- Dichochrysa ussuriensis
- Dichochrysa wangi
- Dichochrysa varians
- Dichochrysa venosa
- Dichochrysa venosella
- Dichochrysa ventralis
- Dichochrysa venusta
- Dichochrysa verna
- Dichochrysa viridifrons
- Dichochrysa vitticlypea
- Dichochrysa wuchangana
- Dichochrysa xiamenana
- Dichochrysa yunnana
- Dichochrysa yuxianensis
- Dichochrysa zelleri
- Dichochrysa zulu